# Roman Hybler
Roman Hybler (* 27. Dezember 1977 in Liberec) ist ein tschechischer Poolbillardspieler.

## Karriere
Mit 12 Jahren begann Roman Hybler mit dem Billardspielen. Sein erster Verein war der PBC Woodstock Germering; später wechselte er zum PBC Olimpia München, für den er mehrere Titel bei deutschen Juniorenmeisterschaften erkämpfte. Danach spielte Hybler für den BSV Playhouse Fürstenfeldbruck in der Bundesliga, bevor er 2002 zum BSV Dachau ging und mit diesem zweimal deutscher Mannschaftsmeister wurde (2005 und 2006). 2010 kehrte er nach Fürstenfeldbruck zurück. Seit August 2018 spielt Hybler für den PBC Bad Saulgau und ist „Botschafter“ für die Franz & Regine Frauenhoffer Stiftung (u. a. Betreiberin der gemeinnützigen Einrichtung Billard Akademie Bad Saulgau).
2001 konnte er beim Euro-Tour-Turnier in Willingen erstmals ein wichtiges Turnier gewinnen.
Im Jahr 2003 gewann er bei der Poolbillard-Europameisterschaft im polnischen Białystok im 8-Ball und 9-Ball der Herren jeweils die Bronzemedaille; ein Jahr später bei der EM in Prag kam eine weitere Bronzemedaille im 14/1 endlos dazu.
Zu seinen größten internationalen Erfolgen zählen das Erreichen des Achtelfinals bei der 9-Ball-Weltmeisterschaft 2005 und des Viertelfinals beim World Pool Masters 2005. Zudem konnte er mit der tschechischen und polnischen Nationalmannschaft vordere Ränge bei Team-Europameisterschaften erreichen.
Bei den Netherlands Open 2007 erreichte er zum dritten Mal bei einem Euro-Tour-Turnier das Finale. Dieses verlor er gegen Imran Majid und wurde somit Zweiter.
Im Januar 2016 gewann er durch einen 7:4-Sieg gegen Nick van den Berg das Finalturnier der German Tour 2015.
Hybler spielt ein Mezz Exceed EXC-0601EY-Queue, also ein Einzelstück. Sein Breakqueue ist ein Mezz Powerbreak PB-T Deep Impact. Sein Spitzname in der Billardszene ist Czech Attack.